# Orchestina nadleri
Orchestina nadleri là một loài nhện trong họ Oonopidae.
Loài này thuộc chi Orchestina. Orchestina nadleri được Arthur M. Chickering miêu tả năm 1969.